# La lunga marcia (film 1966)
La lunga marcia (La Longue Marche) è un film del 1966 diretto da Alexandre Astruc.

## Trama
Uomini di estrazioni differenti (un medico, un operaio, un borghese e un politico) fanno parte di un gruppo di partigiani francesi che nel 1944, durante l'occupazione tedesca, compiono una lunga e difficile marcia di oltre duecento chilometri per unirsi a un gruppo di partigiani nel nord della Francia.